# ホー・リー・モデル
ホー・リー・モデル（英：Ho-Lee model）とは、数理ファイナンスにおいて短期利子率の時間的変動を記述する無裁定期間構造モデルの一つである。
このモデルは、トマス・S・Y・ホー（Thomas S. Y. Ho） と サンビン･リー（Sang-Bin Lee）により、1986 年に債券価格の二項格子モデルとして導入され、その後以下のとおり連続期間極限モデルに拡張された。
{\displaystyle dr_{t}=\theta (t)\,dt+\sigma \,dW_{t}}
ここで、σ は短期利子率の瞬間的な標準偏差を表す定数、θ(t) は期間構造の初期状態を表す関数、
Wt は無作為な市場リスク因子をモデル化したウィーナー過程である。
同モデルは、市場データに較正可能なモデルの中で最も単純なものであり、平均回帰性を有しない。